# Coupe des Pays-Bas de football 2008-2009
Navigation
Édition précédente Édition suivante
La Coupe des Pays-Bas de football 2008-2009, nommée la KNVB beker, est la 91e édition de la Coupe des Pays-Bas. La finale se joue le 17 mai 2009 au stade De Kuip à Rotterdam.
Le club vainqueur de la coupe est qualifié pour les barrages de la Ligue Europa 2009-2010.

## Finale
SC Heerenveen et le FC Twente sont à égalité 2 à 2 après la prolongation. SC Heerenveen remporte sa première coupe des Pays-Bas aux tirs au but, 5 à 4.